# Алън Ходжкин
 Сър Алън Лойд Ходжкин (на английски: Alan Lloyd Hodgkin) е британски физиолог и биофизик, един от тримата носители на Нобелова награда за физиология или медицина за 1963 г.

## Биография
Ходжкин получава образованието си в Даунс Скуул, Гришъмс Скуул, Холт и през 1932 г. постъпва в колежа Тринити в Кеймбридж, където изучава главно физиологията и функцията на нервните клетки. През 1936 г. провежда научни експерименти върху електрическите свойства на нервите под наблюдението на нобеловия лауреат за физиология или медицина за 1922 г., сър Арчибалд Хил.
През 1937 – 1938 г. кара специализация в Океанографския институт в Масачузетс, САЩ, където наблюдава изследвания върху провеждането на нервни импулси по отличаващите се с гигантските си размери аксони на сепиите.
Когато през 1938 г. се връща в Кейбридж, започва работа с Андрю Хъксли, студент от Тринити. Научния интерес на двамата се фокусира в мембранната теория, предложена в началото на 20 век от германския физиолог Юлиус Бернщайн. Двамата разработват едно от първите приложения на техниката на електрофизиологията. Теорията на Бернщайн обяснява нервния импулс като акционен потенциал, който неутрализира мембранния потенциал на покой, получен вследствие неравномерното разпределение на йони от двете страни на клетъчната мембрана. С изследванията си на аксони на атлантическа сепия (Loligo pealei) чрез микроелектроди, Ходжкин и Хъксли опровергават теорията на Бернщайн, показвайки, че акционният потенциал на дразнене е много по-висок от мембранния потенциал на покой, т.е. не го неутрализира, а също демонстрират, че при покой вътрешната повърхност на мембраната е отрицателно заредена, а външната – положително.
По време на Втората световна война двамата са принудени да спрат научните си занимания и Ходжкин се записва доброволец за авиационна медицина във Фарнбъроу, впоследствие преместен в звеното за телекомуникационни изследвания, където участва в разработката на сантиметров радар.
След края на войната Ходжкин и Хъксли се завръщат към изследванията си и формират хипотезата, че мембранния потенциал на покой се дължи на нееднаквата проницаемост на клетъчната нервна мембрана към различните йони и на променящата ѝ се пропускливост при дразнение. През 1952 г. двамата предлагат математически модел на мембранната си теория, известен като модел на Ходжкин-Хъксли. Единадесет години по-късно Алън Ходжкин и Андрю Хъксли и Джон Екълс си поделят Нобелова награда за „техните открития относно йонните механизми, включени във възбуждението и инхибирането в периферните и централни части на клетъчната мембрана на неврона.“ Откритията на Ходжкин и Хъксли ги навеждат на хипотезата за йонни канали, която бива доказана няколко десетилетия по-късно. Потвърждението на йонните канали в клетките и доказателството за тяхното присъствие в клетъчната мембрана носи Нобелова награда през 1991 г. на Ервин Неер и Берт Закман.
През 1970 – 1971 г. Ходжкин е професор по биофизика, а в периода 1978 – 1984 г. оглавява колежа Тринити. Член е на Американската академия за хуманитарни и естествени науки, научните академии на Дания, Индия, СССР, както и на Британското кралско научно дружество, което председателства от 1970 до 1975 г. Получава рицарска титла през 1972 г. и орден за граждански заслуги през 1973 г.